# Delftse telling
De Delftse telling is een variant van het dammen, die bedacht is om het grote aantal remises te verminderen.
De Delftse telling is voor het eerst gebruikt in het Volmac-toernooi in de jaren '80 van de 20e eeuw. Oorspronkelijk heette de Delftse telling daarom Volmac-telling. Later werd de Delftse telling ingevoerd door een damclub in Delft en kreeg de nieuwe telling deze naam.
Bij de Delftse telling krijgt iemand die wint 4 punten (bij normaal dammen is dat 2). Een remise leidt tot de stand 2-2, tenzij er duidelijk voordeel is voor een van de spelers. In dat laatste geval is de uitslag 3-1.
De Delftse telling heeft enkele voordelen boven het klassieke dammen en het doordammen. Zo is het aantrekkelijk om door te spelen in een stelling met een licht voordeel. Hierdoor neemt het aantal remises af. Op de Delftse telling is echter ook veel kritiek geuit, omdat het tot voorzichtig spel zou leiden. Goede dammers zouden tegen slechte dammers geen enkel risico meer willen nemen en voor een 3-1 gaan.
Om dit bezwaar weg te nemen werd de Vernieuwde Delftse telling ingevoerd: hierbij werd een overwinning beloond met 5 punten. Deze laatste methode kan vanwege de asymmetrie (een overwinning levert meer op dan twee gelijke spelen) volgens velen echter niet gebruikt worden bij toernooien waarbij gespeeld wordt volgens het Zwitsers systeem, al vinden er wel experimenten plaats. Tegenstanders van de combinatie "Vernieuwde Delftse telling" en het Zwitsers systeem wijzen er bijvoorbeeld op dat het – doordat overwinningen extra zwaar beloond worden – gunstig kan zijn om in de een na laatste ronde bewust een puntje te laten schieten, zodat men een minder goede tegenstander krijgt.